# Kastanjekruinpiha
De kastanjekruinpiha (Lipaugus weberi) is een zangvogel uit de familie Cotingidae (cotinga's). De vogel werd in 1999 ontdekt en in 2001 geldig beschreven. Het is een ernstig bedreigde, endemische vogelsoort in Colombia.

## Kenmerken
De vogel is 24 cm lang. Deze piha lijkt sterk op de grauwe piha (L. fuscocinereus), maar de kastanjekruinpiha is kleiner, heeft een kastanjebruin gekleurde kruin, kaneelkleurige onderstaartdekveren en een gele ring rond het oog. Ook de geluiden die de vogel maakt verschillen van die van zijn naaste verwanten.

## Verspreiding en leefgebied
Deze soort werd waargenomen binnen een klein gebied van ongeveer 800 km² op de noordhellingen van de Andes in het noordwesten van Colombia in vochtig montaan regenbos tussen de 1600 en 1750 m boven zeeniveau.

## Status
De kastanjekruinpiha heeft een beperkt verspreidingsgebied en daardoor is de kans op uitsterven aanwezig. De grootte van de populatie werd in 2015 door BirdLife International geschat op 50 tot 250 individuen en de populatie-aantallen nemen af door habitatverlies. Toen de vogel rond de eeuwwisseling werd ontdekt was het binnen het verspreidingsgebied nog een vrij algemene vogel. Inmiddels wordt dit leefgebied aangetast door (deels illegale) ontbossing en mijnbouwactiviteiten. Om deze redenen staat deze soort als ernstig bedreigd op de Rode Lijst van de IUCN.